# Niels Aagaard
Niels Lauritsen Aagaard (1612, Viborg, Jutsko – 22. ledna 1657) byl dánský spisovatel a učenec.

## Život
Narodil se roku 1612 jako syn kazatele ve Viborgu. Jeho bratrem byl básník Christen Aagaard. Po ukončení studia na univerzitě v Kodani rozšiřoval své vzdělání cestováním po evropských státech. Po návratu do Dánska působil jako protestantský pastor a dočasně jako rektor jedné školy. Od roku 1647 byl profesorem rétoriky a od roku 1650 také knihovníkem na Akademii v Sorø. Napsal mnoho latinských a řeckých básní stejně tak jako krátká filologická pojednání například na téma Tacitus, Ammianus Marcellinus a o stylu Nového zákona. Mimoto zpracoval politický spis De Optima regendae reipublicae forma (Sorø 1653).

## Dílo
- Animadversiones in Ammianum Marcellinum contra Boxhorn (Sorø 1654)
- De optimo genere oratorum
- De stylo Novi Testamenti
- De usu Syllogismi in theologia
- Prolusiones in Cornelium Tacitum (Sorø 1655)
- De ignibus subterraneis
- De nido phoenicis